# Fritz Steuri
Fritz Steuri (ur. 1903 w Grindelwald – zm. 9 sierpnia 1955 na Grünhorn) – szwajcarski narciarz alpejski i przewodnik górski, trzykrotny medalista mistrzostw świata.

## Kariera
Pierwszy sukces w karierze Fritz Steuri osiągnął na mistrzostwach świata w Mürren w 1931 roku. W swoim jedynym starcie wywalczył tam brązowy medal w zjeździe, ulegając tylko dwóm rodakom: Walterowi Pragerowi i Otto Furrerowi. Podczas rozgrywanych rok później mistrzostw świata w Cortinie d’Ampezzo jego najlepszym wynikiem było piąte miejsce w slalomie. Na tej samej imprezie zajął także siódme miejsce w zjeździe i kombinacji. Brał także udział w mistrzostwach świata w Innsbrucku, zdobywając dwa medale. Najpierw był czwarty w zjeździe, przegrywając walkę o podium z Austriakiem Hansem Hauserem o 4,8 sekundy. Następnie zajął trzecie miejsce w slalomie, w którym lepsi byli tylko dwaj inni Austriacy: Anton Seelos i Gustav Lantschner. Wyniki te dały mu także srebrny medal w kombinacji, w której na podium rozdzielił Seelosa i Furrera. Ponadto w latach 1931 i 1932 wygrywał zjazd oraz kombinację na zawodach Lauberhornrennen w Wengen. W 1935 roku został także mistrzem Szwajcarii w zjeździe.
Po zakończeniu kariery sportowej był dyrektorem szkoły narciarskiej w Kleine Scheidegg oraz pracował jako przewodnik górski i instruktor narciarstwa. Zginął w 1955 roku na stokach Grünhorn.

## Osiągnięcia

### Mistrzostwa świata
| Miejsce | Dzień     | Rok  | Miejscowość       | Konkurencja | Czas biegu | Strata    | Zwycięzca         |
| ------- | --------- | ---- | ----------------- | ----------- | ---------- | --------- | ----------------- |
| 3.      | 20 lutego | 1931 | Mürren            | Zjazd       | 4:27,2 min | +25,6 s   | David Zogg        |
| 7.      | 15 lutego | 1932 | Cortina d’Ampezzo | Zjazd       | 5:10,0 min | ?         | Gustav Lantschner |
| 5.      | 6 lutego  | 1932 | Cortina d’Ampezzo | Slalom      | 1:26,1 min | +9,0 s    | Friedl Däuber     |
| 7.      | 6 lutego  | 1932 | Cortina d’Ampezzo | Kombinacja  | 97,555 pkt | ?         | Otto Furrer       |
| 4.      | 8 lutego  | 1933 | Innsbruck         | Zjazd       | 5:07,0 min | +6,8 s    | Walter Prager     |
| 3.      | 9 lutego  | 1933 | Innsbruck         | Slalom      | 2:29,9 min | +10,8 s   | Anton Seelos      |
| 2.      | 9 lutego  | 1933 | Innsbruck         | Kombinacja  | 96,10 pkt  | +0,52 pkt | Anton Seelos      |